# Fumihiko Tachiki
Fumihiko Tachiki (立木, Tachiki Fumihiko), né le 29 avril 1961 à la préfecture de Nagasaki, est un seiyū, narrateur et speaker japonais.

## Rôles
- Fullmetal Alchemist Brotherhood : Sloth
- Neon Genesis Evangelion : Gendo Ikari
- Bleach : Kenpachi Zaraki
- Hunter X Hunter : Montutyupi
- One Piece : Sakazuki Akainu / Don Krieg
- Gintama : Hasegawa Taizou( Madao)
- Hakaba Kitarō : Docteur d'Ochiba
- Bungo Stray Dogs (saison 2) : Santoka Taneda
- No Longer Rangers : Masurao Nadeshiko

## Interviews
- Fumihiko Tachiki and Daisuke Sato Interview - 11/28/2006
- Fumihiko Tachiki and Daisuke Sato Interview - 11/29/2006
- Fumihiko Tachiki and Daisuke Sato Interview - 11/30/2006
- Fumihiko Tachiki and Daisuke Sato Interview - 12/01/2006